# Finn Odderskov
Finn Odderskov (født 5. maj 1947) er en dansk saxofonist.
Han har spillet med en lang række danske og udenlandske musikere. Foruden sopransaxofonen, altsaxofon og tenorsaxofon spiller han også klarinet.
Odderskov underviser i musik på Vestbirk Højskole og spiller bl.a. i orkestrene Bourbon Street Jazzband, Sunbird All Stars og Worck/Odderskov Jazz Quintet, og er en hyppigt anvendt gæstesolist.
Han er også anvendt som kontrafej hos Aarhus Jazzklub i tegneren Bjarne "Stub" Juuls streg.
Har bl.a. samarbejdet med Jesper Friis